# MOAP
MOAP (англ. Mobile Oriented Applications Platform) — программная платформа для мобильных телефонов японского оператора сотовой связи NTT DoCoMo с услугой FOMA (3G).

## Версии
Есть две версии MOAP:
- MOAP (S) поддерживается телефонами на Symbian OS ряда производителей, таких, как Fujitsu, Sony Ericsson, Mitsubishi, Sharp и др. В отличие от Series 60 и UIQ — других платформ, основанных на Symbian, MOAP (S) не является открытой платформой для разработчиков.
- MOAP (L) поддерживается в основанных на Linux телефонах от Panasonic и NEC. MOAP (L) также не открытая платформа для разработчиков.

## См.также
- Symbian OS